# Konzervatív Néppárt (Dánia)
A Konzervatív Néppárt (dánul: Det Konservative Folkeparti), más néven Konzervatívok (Konservative) egy dániai politikai párt.
1915-ig Højre (Jobb) néven működött. 1904-ben alapított ifjúsági szervezete a legrégebbi az országban.
A konzervatívok számos koalícióban vettek részt, de csak egy miniszterelnököt adtak: Poul Schlüter 1982-1993-ig töltötte be ezt a posztot. 2001 óta a Venstre mellett kisebbik koalíciós partnerként kormányoznak.
A 2005-ös parlamenti választásokon 10,3%-ot kaptak, így a Folketing 179 képviselői helyéből 18-at szereztek meg. A pártelnök, Bendt Bendtsen kereskedelmi és ipari miniszteri valamint kormányfő-helyettesi posztot tölt be.
Az Európai Parlamentben a párt az Európai Néppárt (Kereszténydemokraták) képviselőcsoportját erősíti.

## Vezetők

### Politikai vezetők
| John Christmas Møller | 1928-1947 |
| Ole Bjørn Kraft       | 1947-1955 |
| Aksel Møller          | 1955-1958 |
| Poul Sørensen         | 1958-1969 |
| Poul Møller           | 1969-1971 |
| Erik Ninn-Hansen      | 1971-1974 |
| Poul Schlüter         | 1974-1993 |
| Henning Dyremose      | 1993      |
| Hans Engell           | 1993-1997 |
| Per Stig Møller       | 1997-1998 |
| Pia Christmas-Møller  | 1998-1999 |
| Bendt Bendtsen        | 1999-2008 |
| Lene Espersen         | 2008-2011 |
| Lars Barfoed          | 2011-2014 |
| Søren Pape Poulsen    | 2014-2024 |

### Pártelnökök
| Emil Piper                | 1916-1928 |
| Charles Tvede             | 1928-1932 |
| John Christmas Møller     | 1932-1939 |
| Vilhelm Fibiger           | 1939-1948 |
| Halfdan Hendriksen        | 1948-1957 |
| Einar Foss                | 1957-1965 |
| Knud Thestrup             | 1965-1972 |
| Erik Haunstrup Clemmensen | 1972-1974 |
| Poul Schlüter             | 1974-1977 |
| Ib Stetter                | 1977-1981 |
| Poul Schlüter             | 1981-1993 |
| Torben Rechendorff        | 1993-1995 |
| Hans Engell               | 1995-1997 |
| Per Stig Møller           | 1997-1998 |
| Poul Andreassen           | 1998-2000 |
| Bendt Bendtsen            | 1999-2008 |
| Lene Espersen             | 2008-2011 |
| Lars Barfoed              | 2011-2014 |
| Søren Pape Poulsen        | 2014-2024 |

## Külső hivatkozások
- Hivatalos honlap (dán)